# Santiago Chimaltenango
Santiago Chimaltenango est une ville du Guatemala dans le département de Huehuetenango.